# 마이클 맥글린치
마이클 라이언 맥글린치(Michael Ryan McGlinchey, 1987년 1월 7일 ~ )는 뉴질랜드의 축구 선수로 현재 호주 내셔널 프리미어리그 뉴사우스웨일스의 웨스턴 베어스에서 미드필더로 활동하고 있다.

## 선수 경력

### 클럽
2005년 스코티시 프리미어십의 셀틱 FC에서 프로 생활을 시작하여 2009년까지 몸 담았으나 통산 1경기 출장에 그쳤고 2007년 던펌린 애슬레틱으로 임대 이적하여 2008년까지 8경기에 출장했다. 
그리고 2009년 호주 A리그 멘의 센트럴 코스트 매리너스로 이적하여 2014년까지 리그 통산 120경기 11골을 기록하며 2011-12 A리그 멘 정규시즌 우승, 2012-13 A리그 멘 챔피언십 우승 등에 공헌했고 이에 힘입어 소속팀인 센트럴 코스트 매리너스는 2012-13 시즌 최고의 팀으로 거듭났으며 2013년에는 A리그 멘 올스타에도 선정되는 영예까지 안았다. 
이후 마더웰 FC, 베갈타 센다이 등에서 임대 선수로 14경기를 소화했으며 2014년 고향팀인 웰링턴 피닉스로 이적하며 4년동안 85경기 11골을 기록하며 팀을 2014-15 시즌 A리그 멘 4위로 올려놓았고 2018년부터 2020년까지 친정팀인 센트럴 코스트 매리너스로 재이적하며 28경기를 소화한 뒤 스코틀랜드 4부 리그 소속팀인 퀸스 파크 FC의 유니폼으로 갈아입었다.

### 국가대표팀
스코틀랜드 U-20 대표팀 소속으로 2007년 FIFA U-20 월드컵 본선에 출전하여 나이지리아와 코스타리카전을 소화한 뒤 2009년 뉴질랜드 A대표팀에 발탁된 맥글린치는 이후 바레인과의 2010년 FIFA 월드컵 예선 대륙간 플레이오프에 출전하며 팀의 28년만의 월드컵 본선 진출에 일조했다.
그 뒤 2010년 FIFA 월드컵 본선에도 참가하여 뉴질랜드의 월드컵 역사상 첫 최다 승점(3점) 획득에도 크게 이바지했으며 2012년 하계 올림픽에서도 와일드카드 자격으로 출전했다. 
그리고 2016년 OFC 네이션스컵 본선 엔트리에 합류하여 바누아투와의 B조 조별리그 경기에서 득점을 기록하는 등 활약을 펼치면서 팀의 통산 OFC 네이션스컵 5번째 우승의 발판을 마련했고 솔로몬 제도와의 2018년 FIFA 월드컵 오세아니아 지역 3차 예선 플레이오프 1차전에서도 득점을 기록하며 1·2차전 합계 8-3 대승과 더불어 3회 연속 대륙간 플레이오프 진출에도 크게 일조했다.

## 통계
| 뉴질랜드 | 뉴질랜드 | 뉴질랜드 |
| 연도     | 출전     | 골       |
| -------- | -------- | -------- |
| 2009     | 3        | 0        |
| 2010     | 4        | 0        |
| 2011     | 3        | 1        |
| 2012     | 11       | 2        |
| 2013     | 4        | 0        |
| 2014     | 5        | 0        |
| 2015     | 3        | 0        |
| 2016     | 7        | 1        |
| 2017     | 11       | 1        |
| 2018     | 1        | 0        |
| 2019     | 3        | 0        |
| 합계     | 54       | 5        |